# بی‌نام (فیلم ۱۹۷۴)
بی‌نام (به هندی: Benaam) فیلمی محصول سال ۱۹۷۴ و به کارگردانی نارندرا بدی است. در این فیلم بازیگرانی همچون آمیتاب باچان، موشومی چاترجی، شارات ساکسنا، پریم چوپرا، افتخار ایفای نقش کرده‌اند.

## خلاصه داستان
آمیت شریواستاو به همراه همسر و فرزندش به تازگی به بمبئی نقل مکان کرده اند و آمیت آرام آرام پله های ترقی را طی میکند.یک شب آمیت و همسرش هنگام رفتن به یک مهمانی شاهد یک سوءقصد میشوند و آمیت فرد مضروب و زخمی را به بیمارستان میرساند و وی به حالت اغما فرو میرود.پس از آن است که دردسرهای آمیت شروع میشود و ضارب ناشناس مثل بختک بر زندگی وی سایه می اندازد و به روش‌های مختلف تهدیدش میکند.پلیس و آمیت دست به دست هم می‌دهند تا ضارب را پیدا کنند و...